# Drew Shindell
Drew T. Shindell ist ein US-amerikanischer Klimatologe und Hochschullehrer. Er ist Professor für Klimawissenschaften an der Duke University in Durham (North Carolina) und  Fellow der American Geophysical Union sowie der der American Association for the Advancement of Science.
Shindell wird seit 2010 von Thomson Reuters bzw. Clarivate Analytics in der Liste der meistzitierten Wissenschaftler geführt, die heute rund 6.000 Einträge umfasst. Stand Oktober 2019 war er dort als einer von 183 Geowissenschaftlern genannt. Sein h-Index lag im März 2025 laut Google Scholar bei 126.

## Leben
Shindell studierte Physik an der University of California, Berkeley und schloss dieses Studium 1988 mit dem Bachelor ab. 1995 promovierte er ebenfalls in Physik an der Stony Brook University in New York. Anschließend war er bei der NASA als Postdoc, Associate Research Scientist und später beim NASA Goddard Institute for Space Studies als Physical Scientist angestellt. Zwischen 1997 und 2010 war er zudem als Lecturer an der Columbia University tätig. Im Jahr 2014 wurde er zum Professor für Klimatologie an die Duke University berufen.

## Wirken
Zu Shindells Forschungsinteressen gehören u. a. die Wechselwirkungen zwischen der Zusammensetzung der Erdatmosphäre und dem Klimawandel, die Verbindungen zwischen Klima und Luftqualität, natürliche Arten von Klimaschwankungen, historische Klimaveränderungen und die Paläoklimatologie sowie die interdisziplinäre Herangehensweise an den Einfluss von Emissionen. 
Neben seiner regulären Forschungs- und Lehrtätigkeit hat Shindell u. a. auch am Fünften Sachstandsbericht des IPCC mitgewirkt. Dort war er als Koordinierender Leitautor im Kapitel "Anthropogenic and Natural Radiative Forcing" sowie als Autor an drei weiteren Kapiteln beteiligt. Zudem wirkte er am 2018 erschienenen Sonderbericht 1,5 °C globale Erwärmung mit. Seit 2009 ist er zudem Mitherausgeber der Fachzeitschrift Atmospheric Chemistry and Physics. 

## Zeitschriftenbeiträge (Auswahl)
- Shindell u. a.: Increased polar stratospheric ozone losses and delayed eventual recovery owing to increasing greenhouse-gas concentrations. In: Nature. Band 392, 1998, S. 589–592, doi:10.1038/33385.
- Shindell u. a.: Simulation of recent northern winter climate trends by greenhouse-gas forcing. In: Nature. Band 399, 1998, S. 452–455, doi:10.1038/20905.
- Shindell u. a.: Solar Cycle Variability, Ozone, and Climate. In: Science. Band 284, Nr. 5412, 1999, S. 305–308, doi:10.1126/science.284.5412.305.
- Shindell u. a.: Solar Forcing of Regional Climate Change During the Maunder Minimum. In: Science. Band 294, Nr. 5549, 2001, S. 2149–2152, doi:10.1126/science.1064363.
- Hansen u. a.: Efficacy of climate forcings. In: Journal of Geophysical Research. Band 110, D18, 2005, doi:10.1029/2005JD005776.
- Shindell u. a.: Improved Attribution of Climate Forcing to Emissions. In: Science. Band 326, Nr. 5953, 2009, S. 716–718, doi:10.1126/science.1174760.
- Michael E. Mann u. a.: Global Signatures and Dynamical Origins of the Little Ice Age and Medieval Climate Anomaly. In: Science. Band 326, Nr. 5957, 2009, S. 1256–1260, doi:10.1126/science.1177303.
- Steig u. a.: Warming of the Antarctic ice-sheet surface since the 1957 International Geophysical Year. In: Nature. Band 457, 2009, S. 459–462, doi:10.1038/nature07669.
- Lamarque u. a.: Historical (1850–2000) gridded anthropogenic and biomass burning emissions of reactive gases and aerosols: methodology and application. In: Atmospheric Chemistry and Physics. Band 10, 2010, S. 7017–7039, doi:10.5194/acp-10-7017-2010.
- Gray u. a.: Solar Influence on Climate. In: Reviews of Geophysics. Band 48, Nr. 4, 2010, doi:10.1029/2009RG000282.
- Shindell u. a.: Simultaneously Mitigating Near-Term Climate Change and Improving Human Health and Food Security. In: Science. Band 335, Nr. 6065, 2012, S. 183–189, doi:10.1126/science.1210026.
- Bond u. a.: Bounding the role of black carbon in the climate system: A scientific assessment. In: Journal of Geophysical Research. Band 118, Nr. 11, 2013, S. 5380–5552, doi:10.1002/jgrd.50171.
- Drew T. Shindell, Yunha Lee, Greg Faluvegi: Climate and health impacts of US emissions reductions consistent with 2 °C. In: Nature Climate Change. Band 6, 2016, S. 503–507, doi:10.1038/nclimate2935.
- Drew T. Shindell u. a.: Quantified, localized health benefits of accelerated carbon dioxide emissions reductions. In: Nature Climate Change. Band 8, 2018, S. 291–295, doi:10.1038/s41558-018-0108-y.
- Drew Shindell, Christopher J. Smith: Climate and air-quality benefits of a realistic phase-out of fossil fuels. In: Nature. Band 573, 2018, S. 408–411, doi:10.1038/s41586-019-1554-z.

## Auszeichnungen (Auswahl)
- 1994 Antarctic Service Medal, National Science Foundation
- 1998, 1999 und 2012 ‘Publication of the Year’ peer award, NASA GISS
- 2002 und 2011 ‘Best Popular Science Article’ peer award, NASA GISS
- 2004 ‘Top 50’ Scientists, Scientific American
- 2014 American Geophysical Union Fellow
- 2023 Mitglied der National Academy of Sciences